# Ypthima posticalis
Ypthima posticalis är en fjärilsart som beskrevs av Matsumura 1909. Ypthima posticalis ingår i släktet Ypthima och familjen praktfjärilar. Inga underarter finns listade i Catalogue of Life.